# Induvalli, Sagar
Induvalli là một làng thuộc tehsil Sagar, huyện Shimoga, bang Karnataka, Ấn Độ.